# 文德路
文德路是广州市的一条呈南北走向的道路。该路是广州历史悠久的文化街，与北京琉璃厂、上海城隍庙和南京夫子庙齐名，沿路历来有古玩文物、古籍字画、陶瓷、字画装裱等商店。

## 歷史建築
- 廣州留法同學會 文德路69號之一大院內，是本土建築師林克明為外國專家稱贊的其中一個“現代主義建築”作品[1]。
- 廣州留美同學會 文德路39號[2]，首層被出租作餐廳，原來的巴洛克風格外觀已面目全非。
- 廣州留東同學會（注：東指東洋，即日本）曾在廣州市第13中學內，已被清拆。
- 廣州世界語學會 文德路60號，1929年由黃尊生、區聲白創立。
- 廣州大學附屬中學（1928年） 文德路19號，位於現文德路小學南校區
- 恒園 文德東路16號，原本是國民革命軍總司令部參謀長李濟深官邸，1937年5月賣被培正同學會作為會所。未還。

- 廣州府學 參見：v:廣州被清拆史蹟列表

## 學校
- 文德路小學
- 廣州市第十三中學
- 廣州市貿易職業高級中學

## 交通
- 巴士：
  - 文德路站（每個方向兩個分站點） ,經停路線：1，7，10，36，42，66，125，182，190，219，264，544，夜1（上半夜&下半夜班），夜8，夜12，夜21，夜32，广12，广42
  - 文德路总站（兩個）：始發路線：13，35，42，广42
- 地鐵：█6号线 ，北京路站。

## 与之交汇道路
顺序由北往南排列，粗体字为主干道
- 中山四路
- 文明路
- 万福路、文德南路
- 珠光路
- 八旗二馬路
- 沿江中路